# Ezer Weizmann
Ezer Weizmannⓘ (auch: Eser Weizmann und Ezer Weizman, hebräisch עזר ויצמן; geboren am 15. Juni 1924 in Tel Aviv; gestorben am 24. April 2005 in Caesarea) war ein israelischer Offizier der Luftstreitkräfte und Politiker. Er war von 1993 bis 2000 Staatspräsident Israels. 

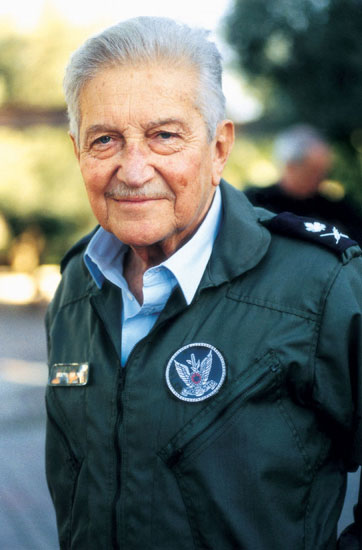
Ezer Weizman in späteren Jahren

Der Jagdflieger Weizman war von 1958 bis 1966 Oberkommandierender der israelischen Luftstreitkräfte im Rang eines Aluf, d. h. Generalmajors. Als Mitglied des Likud war er von 1977 bis 1980 Verteidigungsminister, von 1984 bis 1986 führte er seine eigene, in der politischen Mitte verortete Partei Jachad, dann trat er der Arbeitspartei Awoda bei.
Ezer Weizman war ein Neffe des ersten israelischen Staatspräsidenten Chaim Weizmann.

## Leben

### Militärische Karriere

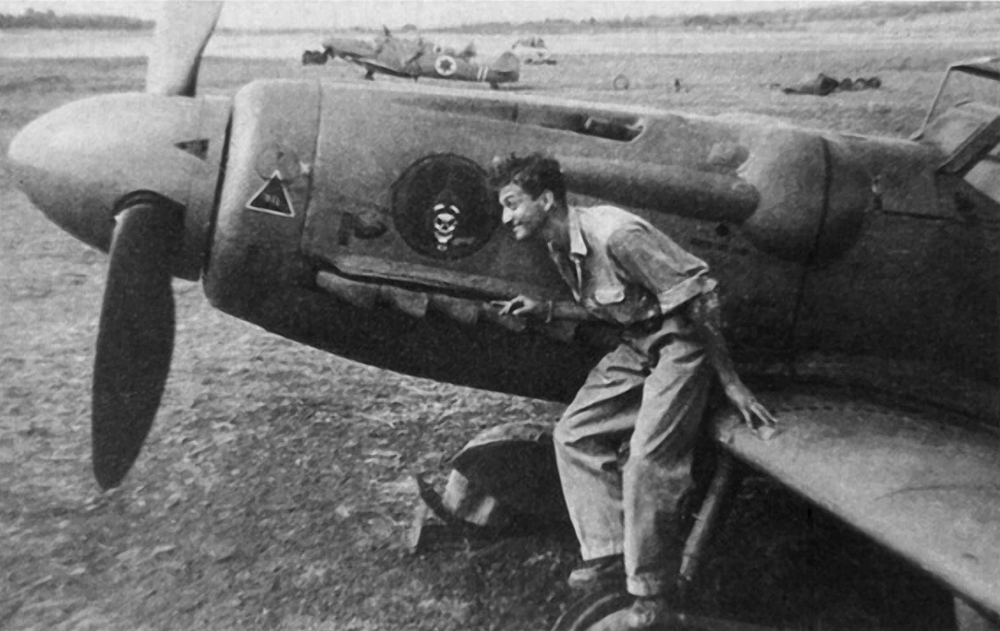
Weizman als israelischer Jagdpilot 1948

Ezer Weizman war ein erfolgreicher Jagdflieger. Er erhielt seine Ausbildung bei der britischen Armee, der er 1942 beitrat, um im Zweiten Weltkrieg die Briten gegen Deutschland zu unterstützen. Als LKW-Fahrer diente er zunächst in der Libyschen Wüste, bis er 1943 der britischen Royal Air Force (RAF) beitrat und in Rhodesien eine Flugschule besuchte. Anfang 1944 diente er in der RAF in Indien. 
Zwischen 1944 und 1946 war er Mitglied der Irgun Zwai Leumi und im Israelischen Unabhängigkeitskrieg von 1948 war er ein Pilot der Hagana, wo er eines von anfangs vier israelischen Flugzeugen flog. Als Führer der Negev-Staffel nahe Nir ʿAm leitete er die Luftangriffe gegen ägyptische Truppen in ʿAd Halom (heute zu Aschdod). Bei der Operation Balak 1948 flog er Flugzeuge vom Typ Avia S-199 von der Tschechoslowakei nach Israel, um die neu gegründete israelische Luftwaffe auszustatten. Nach der Gründung des Staates Israel wurde Weizman Soldat der Israelischen Verteidigungsstreitkräfte.
Neben der tschechoslowakischen Avia S-199 – einem Nachbau der Messerschmitt Bf 109 – lernte Weizmann auch die Supermarine Spitfire zu fliegen. An seinem Lebensende besaß er ein eigenes Kampfflugzeug – eine schwarze Spitfire –, die im Museum der israelischen Luftwaffe auf dem Militärflugplatz Chazerim bei Beʾer Scheva flugbereit ausgestellt wird. 1951 besuchte er die Luftwaffenakademie der RAF bei Andover in England. Bei seiner Rückkehr wurde er Kommandeur der ersten israelischen Luftwaffeneinheit, die Gloster-Meteor-Jets flog. 
Zwischen 1958 und 1966 diente er als Kommandeur der israelischen Luftwaffe und war später stellvertretender Generalstabschef. Er gewann in Israel große Anerkennung für seinen Beitrag zum Sieg Israels im Sechstagekrieg, bei dem die israelische Luftwaffe in den ersten Morgenstunden des 5. Juni 1967 die ägyptischen Militärmaschinen noch am Boden zerstörte und so die israelische Luftüberlegenheit auf dem Sinai-Kriegsschauplatz sicherte.
Als ihm im Jahre 1969 klar wurde, dass er nicht zum Generalstabschef ernannt werden würde, quittierte er den aktiven Dienst bei der Luftwaffe und wurde danach Verkehrsminister in der ersten Einheitsregierung Israels unter Levi Eshkol.

### Politische Karriere

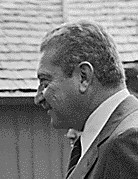
Ezer Weizman 1978

Nach seinem Rückzug aus der Armee wurde Weizman Mitglied des Mitte-rechts-Bündnisses Gachal (Gusch Cherut Liberalim), das 1973 zum Likud wurde. Er amtierte ab 1967 als Verkehrsminister in Levi Eschkols Regierung der nationalen Einheit, bis seine Partei die Koalition im Jahre 1970 verließ. Danach war Weizman Manager einer Reederei. Er führte Gahal-Cherut bis 1972 und verließ dann den konservativen Likud und trat diesem 1976 wieder bei. Beim großen Wahlsieg des Likud 1977, der rechten „Wende“, war Weizman Wahlkampfleiter. Seit 1977 war er Verteidigungsminister in der Regierung Menachem Begins. Weizman trat für „absolut sichere Grenzen“ Israels ein. Während dieser Zeit (1978) setzte Israel die Operation Litani gegen die PLO im Süden des Libanon in Gang und marschierte in den Süden des Libanon ein. Weizmann initiierte auch die Entwicklung des Kampfflugzeugs I.A.I. Lavi.
Als Ägyptens Präsident Anwar as-Sadat Israel besuchte, war Weizman anfangs misstrauisch und befürchtete einen Anschlag Ägyptens gegen die gesamte israelische Führung auf dem Flughafen. Deshalb setzte er die gesamte Israelische Armee in höchste Alarmbereitschaft. Im Laufe der Zeit freundete sich Weizman mit Sadat sowie dem ägyptischen Kriegsminister Muhammad Abd'al-Ghani al-Gamassi an und wurde darüber zum großen Lenker des Ausgleichs und zum Motor der Friedensverhandlungen mit Ägypten. Weizman war einer der Befürworter des Israelisch-Ägyptischen Friedensvertrags mit Anwar as-Sadat. In dieser Zeit wurde er ein Pazifist. Im Zusammenhang mit der Neugründung israelischer Siedlungen und der Besatzungspolitik des Westjordanlandes stand Weizman im Gegensatz zu Begin und Scharon. Er geriet immer mehr in Konflikt mit dem rechten Flügel des Likud. Wegen Kürzungen des Militärhaushalts trat Weizman 1980 auch als Verteidigungsminister zurück. Ariel Scharon, der später als Wohnungsbauminister die Neugründung israelischer Siedlungen im Westjordanland, insbesondere um Jerusalem, gezielt betrieb, wurde sein Nachfolger. Weizman hatte vor, zusammen mit dem ebenfalls zurückgetretenen Außenminister Mosche Dajan eine neue Partei der politischen Mitte zu gründen, und wurde deshalb 1980 aus dem Likud ausgeschlossen. Er zog sich vorübergehend aus der Politik zurück und war zwischen 1980 und 1984 als Geschäftsmann tätig.
Weizmann gründete 1984 eine neue Partei, die Jachad („Zusammen“), die sich in der Mitte zwischen rechtem Likud und sozialdemokratischer Awoda positionierte. Sie errang bei der Parlamentswahl 1984 auf Anhieb drei Mandate in der Knesset. Weizman (anfangs als Minister ohne Geschäftsbereich, ab 1985 als Minister zuständig für die Beziehungen zu den arabischen Staaten) und die Jachad waren Teil der Regierung der nationalen Einheit mit der eingebauten Rotation zwischen Schimon Peres und Jitzhak Schamir, in der Jachad die Rolle des Züngleins an der Waage übernahm. Im Oktober 1986 fusionierte Weizmanns Jachad-Partei mit der israelischen Arbeitspartei, nachdem diese den Bündnispartner Mapam und Erziehungsminister Jossi Sarid verloren hatte.
Im Jahre 1988 wurde Weizman unter Begins Nachfolger Jitzhak Schamir Wissenschaftsminister, wurde aber wegen eines Treffens mit Arafat aus dem Kabinett entlassen. Er legte 1992 sein Knessetmandat nieder.

### Präsidentenamt
Am 24. März gewann Weizman die Wahl zum israelischen Präsidenten mit einer Mehrheit von 66 zu 53 Stimmen gegen Dov Shilansky, den Kandidaten des Likud.
Weizman trat sein Amt am 13. Mai 1993 als siebter Präsident Israels an. Seine politischen Äußerungen brachten ihm viel Kritik ein, änderten aber nichts an einer breiten Unterstützung durch die Öffentlichkeit.
Auch wenn Weizman im Ruf stand, ein „männlicher Chauvinist“ zu sein (er sprach eine Journalistin einmal mit „Mejdele“ an), machte ihn seine direkte Art beim Volk sehr beliebt. Er mischte sich sehr oft in die Politik ein und blieb bis zuletzt streitbar und unberechenbar. Als der gewählte Ministerpräsident Benjamin Netanjahu den Friedensprozess 1996 zu hintertreiben versuchte, lud Weizman Jassir Arafat zu einem „Privatbesuch“ zum Mittagessen in sein Haus in der Villensiedlung Caesarea ein. Dies zwang Netanjahu letztlich zum Wye-Abkommen mit Arafat und der Räumung von Hebron. Weizman unterstützte den Rückzug von den Golanhöhen im Austausch mit einem Frieden mit Syrien und wurde deshalb von den rechten und konservativen Parteien kritisiert.
Während seiner Amtszeit hatte Israel unter den Angriffen der Hisbollah und der Hamas zu leiden. Zu dem von Weizman eingeführten Brauch gehörte es, Familien der Opfer zu besuchen. Ungezählte spontane Besuche bei Familien von Terroropfern und von Hinterbliebenen getöteter Soldaten waren Teil der Amtsführung des beliebten Präsidenten. Ebenso besuchte er auch die palästinensischen Opfer des jüdischen Terroristen Baruch Goldstein nach dessen Massaker in Hebron 1994 auf Palästinenser an der Abrahamsmoschee.
Weizman besuchte als erster israelischer Präsident den Deutschen Bundestag, wo er auf Hebräisch sprach. Seine wiederholten Empfehlungen an die deutschen Juden, nach Israel auszuwandern, sorgten vielerorts für Verstimmung. Auch der Zentralrat der Juden in Deutschland hatte Probleme mit diesen Worten. Weizmanns Einstellung zum Frieden blieb widersprüchlich. Nachdem der eigentlich rechte Alex Goldfarb der Ratifizierung des Oslo-II-Abkommens in der Knesset am 5. Oktober 1995 zugestimmt hatte – seine Stimme ermöglichte die Annahme der Vereinbarung mit einer Stimme Mehrheit –, beschimpfte Weizmann ihn deswegen: „The agreement is not an agreement. It passed the Knesset by a majority of one and this would not have succeeded if not for one MK and his Mitsubishi“ (deutsch: Das Abkommen ist kein Abkommen. Es wurde von der Knesset mit einer Mehrheit einer Stimme verabschiedet und hätte keinen Erfolg gehabt, wenn es für sie nicht einen Ministerposten und einen Mitsubishi gegeben hätte). Diese Äußerung Weizmanns wurde stark kritisiert, da er sich einerseits als Präsident zu sehr eingemischt und auch den Respekt vor der Mehrheit des Parlaments missachtet habe. Weizmans Kanzleichef Arie Schomer erklärte, dass „auch eine Mehrheit von einer Stimme eine Mehrheit“ sei und der Präsident sich dem Abkommen mit den Palästinensern verpflichtet fühle. Er hielt eine Rede am Grab des ermordeten Premiers Jitzchak Rabin 1995 und lieferte sich ungezählte Scharmützel mit Premierminister Netanjahu ab 1996.
Am 4. März 1998 wurde Ezer Weizman für eine zweite Amtszeit wiedergewählt. 1999 traf Weizmann auch Nayef Hawatmeh, den Chef der Demokratischen Front zur Befreiung Palästinas, zu Gesprächen. Ende 1999 berichteten Zeitungen über hohe Geldzahlungen eines befreundeten französischen Geschäftsmannes namens Édouard Saroussi an Weizman, ohne dass er die dafür zuständigen Regierungsstellen darüber in Kenntnis gesetzt hätte. Sie führte zu Untersuchungen der Justiz gegen den Präsidenten, die jedoch eingestellt wurden. Aufgrund der folgenden Kritik musste Weizman am 13. Juli 2000 von seinem Amt zurücktreten. Ihm folgte Mosche Katzav als Präsident.

### Ruhestand
Weizman hielt sich in den letzten Jahren merklich aus der Politik heraus. Viele Spitzenpolitiker Israels würdigten ihn, der zu einer Art israelischem Mythos geworden war. Es sei Weizmans Fähigkeit, sich politisch zu wandeln, die er so an ihm schätze, so Oppositionspolitiker Jossi Sarid über Ezer Weizman. Weizman starb in seinem Haus in Caesarea. Am Dienstag, dem 26. April 2005 um 9 Uhr wurde Ezer Weizman im Gemeindezentrum von Or Akiva aufgebahrt, wo er am gleichen Tag um 17 Uhr neben seinem Sohn Saul beigesetzt wurde.
Fast alle israelischen Zeitungen brachten die Nachricht von Weizmans Tod mit einer großformatigen Fotomontage: über einer israelischen Fahne auf halbmast seine legendäre schwarze Spitfire am Himmel.

## Familie
Weizman war mit Reuma Schwartz verheiratet und hatte zwei Kinder: Saul und Michal. Saul wurde im Abnutzungskrieg am Suezkanal schwer verwundet. Saul und seine Frau starben 1991 bei einem Verkehrsunfall und sind in Or Akiva begraben.
Reuma Schwartz war die Schwester von Ruth Dajan, der Ehefrau des General und israelischen Verteidigungsministers Mosche Dajan.

## Auszeichnungen (Auszug)
- 1996: Collane des Ordens des Weißen Löwen
- 1999: Großkreuz mit Collane des Sterns von Rumänien